# Wyrażanie
Wyrażanie – jedna z podstawowych relacji pragmatycznych, tj. takich, które zachodzą między znakiem językowym lub dowolnym znakiem a nadawcą (lub odbiorcą) tego znaku. 
Pojęcie „wyrażania” określił Tadeusz Kotarbiński. Znak językowy wyraża przeżycie (emocjonalne, wolitywne, intelektualne) swojego nadawcy. Tak np. zdanie „pod nami jest przepaść” wyraża pewne przeżycie tego, kto aktualnie je wypowiada, przeżycie spostrzeżenia pewnego stanu rzeczy. Dzięki temu, że znaki językowe wyrażają przeżycia, możemy dowiadywać się o zjawiskach psychicznych wypowiadających je os osób. 

## Wyrażanie pośrednie a wyrażanie bezpośrednie
Tadeusz Kotarbiński odróżnił pojęcia wyrażania bezpośredniego i wyrażania pośredniego. Znak językowy W wyraża bezpośrednio (aktualnie) przeżycie P swojego nadawcy, gdy został przez niego ze zrozumieniem wypowiedziany. Ten sam znak językowy W wyraża pośrednio (potencjalnie) to samo przeżycie P dowolnej osoby, jeśli gdyby osoba ta chciała zakomunikować przeżycie P, mogłaby ze względu na obowiązywanie pewnej konwencji językowej posłużyć się wyrażeniem W, a dokładniej egzemplarzem równokształtnym wyrażenia W. 
Według Kotarbińskiego przeżycia wyrażają pośrednio także te znaki, które zostały ukształtowane przypadkowo - np. wyraz „fe” ukształtowany przypadkowo z zawijasów roślin wyraża pośrednio uczucie wstrętu. Znaki językowe mogą wyrażać pośrednio przeżycia także tych osób, które nie znają ich znaczenia – np. słowo „fe” wyraża pośrednio także przeżycia osób, które nie znają języka polskiego. Zdarza się przy tym, że znak językowy wyraża pośrednio coś innego ze względu na jeden język, coś innego ze względu na drugi - bezpośrednio wyraża jednak wtedy tylko jedno przeżycie, w zależności od języka, w którym został użyty. Np. słowo „tak" po polsku wyraża pośrednio godzenie się na coś, po duńsku zaś wdzięczność, bezpośrednio zaś tylko jedno z tych przeżyć, w zależności od tego, w którym z tych języków zostało wypowiedziane.

## Wyrażanie a znaki pozajęzykowe
Pojęcie wyrażania można rozumieć szerzej, przypisując możliwość wyrażania przeżyć nie tylko znakom językowym, ale również znakom pozajęzykowym, takim jak mimika, gesty czy całe zachowanie. Należy wtedy odróżnić mimowolne wyrażanie przeżyć od świadomego wyrażania przeżyć przy pomocy konwencjonalnych znaków językowych. Znaki pozajęzykowe wyrażać mogą jednak przeżycia nie tylko mimowolnie i bez zrozumienia, ale także w pełni świadomie. Mogą wyrażać nawet przeżycia intelektualne, i to czyniąc to dokładnie i wszechstronnie, co widać na przykładzie pantomimy. Czasem też wyrażenia językowe wyrażają przeżycia jedynie w powiązaniu z pewnymi wyrażeniami pozajęzykowymi – np. wypowiedziane innym tonem zdanie „Ona jest bardzo miła” może wyrażać głębokie przekonanie albo ironię i dystans. Faktem jest jednak przy tym, że to znaki językowe są głównym środkiem wyrażania przynajmniej przeżyć intelektualnych.

## Inne znaczenia
Odpowiadające polskiemu terminowi „wyrażanie” niemiecki termin Ausdrückung czy angielski expressing mają nieco odmienne znaczenia, określone przede wszystkim przez Fregego i Husserla. W myśli Fregego i Husserla termin „wyrażanie” nie oznacza relacji między znakiem językowym a czyimś indywidualnym przeżyciem, ale stosunek między znakiem językowym a pewnym określonym, szerokim typem przeżyć. Przy tym znaczeniu nazwy wyrażają pojęcia, zdania wyrażają zaś sądy.